# Amy Madigan
Amy Madigan (født 11. september 1950) er en amerikansk teater-, tv- og filmskuespiller.
Madigan, der er bedst kendt for sin rolle som Annie Kinsella i filmen Field of Dreams i 1989, og som karakteren Iris Crowe i tv-serien Carnivale fra 2003 til 2005. Madigan studerede filosofi ved Marquette University i Milwaukee før hun startede med at studere på Lee Strasberg Theatre Institute. Hun flyttede til Los Angeles i 1970. Madigan blev nomineret til en Oscar for bedste kvindelige birolle for sin præstation i Alle gode gange to fra 1985. Madigan har siden 1983 været gift med skuespiller Ed Harris som hun spillede overfor i dramafilmen Gone Baby Gone i 2007. Parret har datteren Lilly sammen.